# ダボ

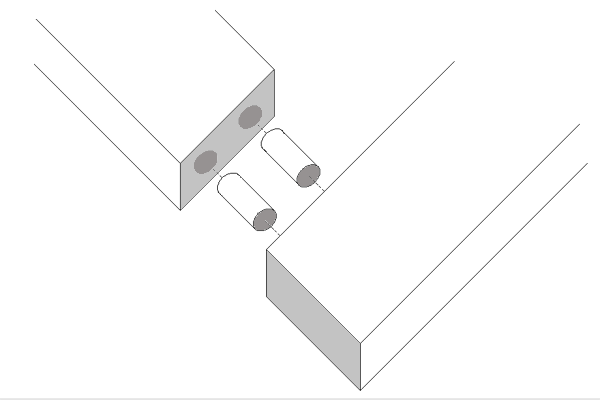
ダボ接合の図

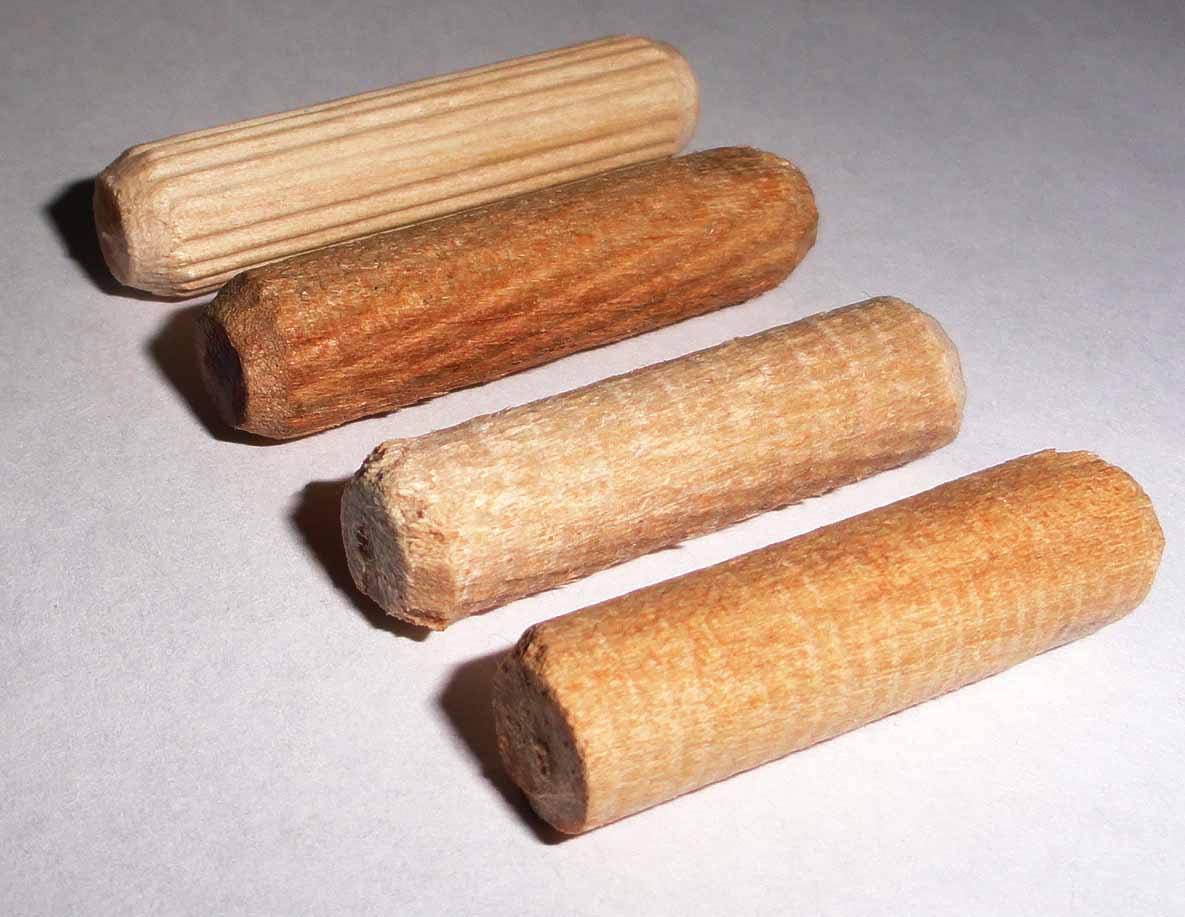
木製のダボ

ダボ（太枘、駄枘）は、木工事や石工事において木材や石材同士をつなぎ合わせる際に、部材間のずれを防ぐために接合面の両方に穴をあけて差し込まれる小片である。英語ではdowel、ドイツ語ではHolzdübelと呼ばれる。

## ダボ構造
ダボを用いた接合をダボ構造という。つなぎ合わせる木材や石材にダボと同じ大きさの穴をあけダボを差し込んで接合する。ダボを差し込む穴を「だぼ穴」あるいは「ほぞ穴」という。ダボ構造はほぞ継ぎなどの継ぎ構造に比べるとやや強度は劣る。そのためDIYなどでは酢酸ビニル系接着剤（いわゆる木工用ボンド）などを併用することがある。 
ダボ構造は加工が容易であるため木製の量産家具などに多く用いられる。

## 棚受としてのダボ
本棚などの家具ではダボを差し込んで凸面を作ることで棚受に用いられることも多い。棚受用ダボには木製のもののほか金属製、プラスチック製のものがあり、形状も単なる円柱状のものやねじ込み式のもの、棚と接する部分を平らに加工したものなど多種多様である。

## 目隠しとしてのダボ
加工のために木材に空いた穴を塞ぐために用いる。例えば、板をビス止めする際、ダボと同径の穴を板の2分の1から3分の1程度空け、その中にビス止めしてダボを打ち込む。飛び出た分を切り取り、表面を鉋やサンドペーパーで平らにし、目隠しとする。